# 立川談幸
立川 談幸（たてかわ だんこう、1954年（昭和29年）7月29日 - ）は、落語家。落語芸術協会に所属する。本名∶高田 正博。東京都新宿区出身。出囃子は『三下がりかっこ』。

## 経歴
1978年3月、明治大学商学部卒業と同時に七代目立川談志に入門。内弟子として「立川談吉」を名乗り三遊亭歌吾と共に楽屋入り。落語協会の前座となる。
1982年4月、三遊亭歌吾、柳家小三太、三遊亭新窓と共に二ツ目に昇進、「立川談幸」に改名。1983年、立川談志一門が落語協会を脱退し、「落語立川流」発足。同所属となる。
1987年5月、立川流真打昇進。
2014年12月、落語立川流を脱退し、2015年1月より落語芸術協会に準会員としての加入を発表。
2017年7月、浅草演芸ホール7月中席で主任（トリ）を務める。芸歴40年目で初の主任となった。

## 芸歴
- 1978年3月∶七代目立川談志に入門、前座名「談吉」。
- 1982年∶二ツ目に昇進、「談幸」と改名。
- 1983年∶落語協会より脱退、落語立川流所属となる。
- 1987年∶家元立川談志の認証により真打昇進。
- 2014年∶落語立川流を退会。
- 2015年∶落語芸術協会に入会。

## 人物
七代目立川談志唯一の内弟子（住み込み弟子）経験者である。談志の実生活を目の当たりに体験しており、住み込み時代の奇想天外なエピソードや談志の意外な人柄などを、落語の「枕」や講演などでおもしろ可笑しく語ることも多い。
古典落語の持ちネタは200席以上ある。
趣味は投扇（2003年の浅草観光連盟主催の投扇興大会では優勝）。
コント赤信号の渡辺正行、小宮孝泰とは明治大学時代の同期である。大学時代には落語研究会に所属しており、立川志の輔は落研の先輩だが、会社員経験後に入門したため、落語家としては弟弟子である。
所属していた立川流は、寄席（新宿末廣亭・鈴本演芸場・浅草演芸ホール・池袋演芸場）へ出演することができなかったが、2015年に落語芸術協会に入会してからは、定席へ出演している。立川流が落語協会を脱退した1983年以前は、寄席での修行や出演を経験しており、芸協への移籍で32年ぶりの寄席復帰となった。ただし入会から2年間は「準会員」として扱われており、2017年1月に「正会員」となった後も落語芸術協会の香盤では真打でも別枠として扱われた。2019年6月より香盤に入れられ、2016年真打昇進者の下に列せられている。立川流脱退は落語家としての残り人生を考えて寄席復帰を希望したためで、立川流の了解を得ている。
立川流在籍時に採用した一門の弟子（吉幸・幸之進）も、2015年4月に落語芸術協会に入会した。いずれも立川流では二ツ目であったが、芸協入りに際し改めて前座修行を課されており、吉幸は1年間、幸之進は2年間前座として過ごした。なお、吉幸は2019年5月上席より真打に昇進し、談幸にとって初めて弟子を真打に育てた。幸之進は2025年5月上席より真打に昇進した。

## 出囃子
- 吾妻八景（1982年 - 2014年）
- 三下がりカッコ（2014年 - ）

## 弟子

### 真打
- 立川吉幸 - 快楽亭ブラック門下より移籍
- 立川幸之進

### 二ツ目
- 立川成幸
- 立川幸朝

### 前座
- 立川幸路

### 移籍
- 立川幸平 - 六代目桂文吾門下へ

### フリー
- 立川幸弥

2023年10月1日:二ツ目昇進

## 出演

### 舞台
- 『ゴールデン街 青春 酔歌 ～オヤジん夢は夜ひらく～』（2015年7月29日 - 8月2日、SPACE雑遊）
- 『ゴールデン街 青春 酔歌 ～オヤジん夢は夜ひらく～』再演（2017年7月26日 - 7月31日、新宿シアターモリエール）
- 『立体落語「らくだーッ」』（2020年9月13日、亀戸文化センターカメリアホール）[15]
- 『立体落語「死神」』（2024年7月20日、深川江戸資料館小劇場）[16]

## 著書
- 『川柳立川流宗匠レース 天のご指名入ります』 （立川左談次、立川談之助との共著、一二三壯治編、創芸社、2007年11月）
- 『談志狂時代 落語家談幸七番勝負』 （うなぎ書房、2008年2月）
- 『談志狂時代2 師匠のお言葉』 （うなぎ書房、2008年12月）
- 『談志の忘れもの 落語立川流噺』 （うなぎ書房、2012年11月）

## CD
- 『はなし家慕情/談幸音頭』(MJPレコード、2008年3月）*歌のCD[17]

## その他
- NTTコムウェア「COMZIN」　IT川柳選者